# Dominique Gesseney-Rappo
Dominique Gesseney-Rappo, né le 18 janvier 1953 à Valeyres-sous-Rances dans le canton de Vaud, mort le 9 septembre 2022 à Champtauroz, est un compositeur, chef de chœur et maître de musique suisse.

## Biographie
Il est le fils du pasteur Robert Gesseney et de Marguerite Bollier, une infirmière. Son père étant flûtiste et passionné de musique, Dominique Gesseney-Rappo grandit dans un milieu familial marqué par la musique et il commence tôt l'étude du violoncelle. En 1969, il entre à l’École normale de Lausanne. Il y suit les cours de musique de Jean-Jacques Rapin et obtient son brevet d'instituteur en 1973. Il poursuit l'étude du violoncelle au Conservatoire de Fribourg auprès de Paul Burger, qui le conduit au diplôme en 1976. Il y suit également les cours de Henri Baeriswyl (branches théoriques) et de Jean Balissat (orchestration). Durant ses études, il pratique la musique dans diverses formations, en tant que violoncelliste ou chanteur. Sa voix de basse lui ouvre les portes du Chœur de la Radio Suisse Romande alors dirigé par André Charlet. En 1981, il obtient son brevet de maître de musique simultanément à Lausanne et à Fribourg présentant un mémoire sur la musique dodécaphonique.
Dominique Gesseney-Rappo épouse Nicole Rappo en 1978. Trois enfants naîtront de cette union : Johann, Aline et Yannick. Dès lors, il oriente ses activités vers l'édition, la direction chorale et la composition. En 1979, avec son frère Christophe Gesseney, il fonde les Éditions Gesseney, qui publient notamment les compositeurs Henri Baeriswyl, André Ducret, Michel Hostettler et Robert Mermoud. Ses éditions se développent jusqu'en 1998, date à laquelle elles sont remises aux Éditions Labatiaz à Saint-Maurice. 
Dès les années 1970, Dominique Gesseney-Rappo se passionne pour la direction chorale. Il dirige notamment le Chœur d'hommes de Grandcour de 1976 à 1994, La Lyre de Moudon de 1983 à 1986 et l'ensemble vocal Chorège, qu'il fonde en 1979 et dirige jusqu'en 1997. Il chante également au sein du Quatuor du Jaquemart, puis avec le Quatuor Orchis, avec lesquels il donne de nombreux concerts.  
En 1991, il est nommé responsable de la formation musicale des maîtres de musique du canton de Vaud, au Conservatoire de Lausanne, poste qu'il occupera jusqu'en 2007. Parallèlement à ses activités de chef de chœurs et d'enseignant, il se consacre à la composition. Il écrit d'abord pour des sociétés chorales d'amateurs, puis pour des ensembles vocaux à haut niveau. Son style se remarque notamment dans Missa Brevior, Dei populus liberatus, Odanak ou Tibi Gloria Domine. En 2002, son œuvre chorale Ecce tu pulchra es pour chœur à huit voix mixtes est honoré en Belgique d'un prix pour son originalité esthétique. Dominique Gesseney-Rappo porte un grand intérêt à la poésie et la littérature, il met notamment en musique Guillaume Apollinaire, Charles Baudelaire, Arthur Rimbaud ou encore Verlaine. Il a également collaboré étroitement avec les auteurs romands Émile Gardaz, Aloys Lauper et Josiane Haas.
Il vit jusqu'à son décès en 2022 à Champtauroz dans le canton de Vaud où il continue son activité de compositeur, vouant un intérêt particulier à la musique instrumentale. Un fonds d'archives lui est consacré à la section des archives musicales de la Bibliothèque cantonale et universitaire Lausanne, une liste de ses œuvres est publiée en 2003, elle rassemble plus de cent compositions. En 2005, il écrit L’aube dérobée, quatuor à cordes composé à l’invitation du Hawthorne String Quartet de Boston. Une année plus tard, il obtient une bourse de la fondation Leenards. Son quintette à vent Oasis est publié en 2008 par la Bibliothèque cantonale et universitaire Lausanne. 
2010 est l'année de deux nouvelles compositions orchestrales : le Concerto pour Flûte de Pan et orchestre, créé le 7 mars par le flûtiste Michel Tirabosco et l'Orchestre de Chambre Fribourgeois dirigé par Laurent Gendre et le Concerto pour quatuor de saxophones et orchestre, créé en novembre 2011 à Delémont par le Quatuor Marquis de Saxe et l'Orchestre Symphonique du Jura dirigé par Facundo Agudin. 2012 voit la création d'un cycle de mélodies pour soprano et accordéon intitulé La vie qui va et dédié à Brigitte Fournier ainsi que l’œuvre Saharia pour orchestre, basse solo et chœur mixte d'après un texte de l'Abbé Philippe Gerbet (1798-1864). 
Avec la musique créée lors du spectacle musical et théâtral Tinguely 2012 de Claire-Lise Jaccaud, il aborde le domaine de la composition électronique.

## Œuvres
En 2003 la Bibliothèque cantonale et universitaire de Lausanne (BCU) publie la liste des œuvres de Dominique Gesseney-Rappo ; plus d'une centaine de titres figurent dans ce catalogue formé de chœurs d'hommes, de femmes et mixtes, de chœurs et piano, chœurs et quatuor de cuivres, orchestre, quatuor de cuivres et différentes musiques de scène dont notamment :
- Le Diable et le papetier (1986)
- Psaume 81 (1988)
- Au jour d'hier et d'aujourd'hui (1988-1989)
- Le Mystère du calvaire (1990)
- Le Pendu de l'Abbatiale (1990)
- Rondo de Cupidon (1994)
- Le Signe de Sarepta (1995)
- La Dernière touche (2000)
- Adama (2001)
- Ecce pulchra est (2002)
- Oasis (2008)
- Concerto pour flûte de pan et orchestre (2010)
- La vie qui va (2012)
- Saharia (2012)